# Боярский, Леонард
Леонард Боярский — американский геймдизайнер и художник. Наиболее известен как ведущий дизайнер компьютерных игр Fallout, Fallout 2, Arcanum, Vampire: The Masquerade — Bloodlines, Diablo III и The Outer Worlds.

## Биография
После того, как он получил степень бакалавра в иллюстрации (в Университете штата Калифорния) и степень бакалавра изобразительного искусства (в колледже дизайна Арт-центр), он работал как фрилансер для Interplay Entertainment и Maxis до 1992 года.

## Interplay Entertainment(1992—1998)
После внештатной работы для Interplay, он был нанят как арт-директор, ведущий художник и дизайнер/писатель.
Его первой работой, как ведущего художника, стала RPG Stonekeep выпущенная в 1995 году. Два года спустя, в 1997 году, он закончил свою работу в роли арт-директора над Fallout, где он, вдохновляясь массовой культурой пятидесятых годов, создал характерный ретрофутуристический стиль, серию иллюстраций Vault Boy, а также необычную концовку. Кроме того он внёс некоторые изменения в диалоги игры. Перед тем как покинуть Interplay вместе с Тимом Кейном и Джейсоном Андерсоном (впоследствии основавшими Troika Games), он участвовал в разработке основного геймплея и главного сюжета, включая квесты, локации, персонажей и много другого для Fallout 2.

## Troika Games(1998—2005)
В Troika Games Боярский выполнял разные роли, среди прочего он был руководителем проекта, арт-директором, дизайнером/писателем и CEO.
В их первом проекте, Arcanum: Of Steamworks and Magick Obscura, который был выпущен в 2001, он исполнял те же обязанности, что и при разработке Fallout, создавая основную художественную линию, диалоговое окно персонажа и дизайн основной истории и квестов. В 2004 году он возглавил разработку Vampire: The Masquerade - Bloodlines, последней игры Troika Games, исполняя также роль арт-директора. В дальнейшем Боярский участвовал в разработке безымянного проекта в стиле постапокалипсиса, который не был выпущен в связи с трудным финансовым положением компании. Хотя в дальнейшем возможности движка игры были продемонстрированы для широкой общественности.
После закрытия студии в начале 2005 года, Леонард уходит в творческий отпуск на год.

## Blizzard Entertainment(2006—2016)
Боярский работал в качестве ведущего дизайнера мира в видеоигре Diablo III, компании Blizzard Entertainment.

## Obsidian Entertainment(2016—н.в.)
В апреле 2016 года стало известно о переходе Боярского в Obsidian Entertainment.